# Famille Coget
Cette page explique l’histoire ou répertorie les différents membres de la famille Coget (Belgique).
Pour les articles homonymes, voir Coget.
La famille Coget est une famille subsistante de la noblesse belge originaire de Tournai. Son ascendance prouvée remonte au début du XVIIe siècle.

## Origine
Le plus ancien ancêtre connu de cette famille est Pierre Coget († 1675)[réf. à confirmer], natif de Tournai, bourgeois d'Anvers en 1604[réf. à confirmer]. Il épousa Marguerite van de Goor et Gudule Scalie en secondes noces.

## Membres notables
- Jean Coget († 1723), grand aumônier d'Anvers[1].
- Jean-Antoine Coget (1710-1751), marchand et échevin de la ville d'Anvers, anobli en 1743, et qui a écrit son journal de voyage[2] référencé dans plusieurs documents récents[3],[4],[5]

## Preuves de noblesse
- 28 août 1743 à Vienne par la reine Marie-Thérèse : concession de noblesse avec augmentation d'armoiries en faveur de Jean-Antoine Coget, ancien échevin de la ville d'Anvers[6] ;
- 2 janvier 1901 par le roi Léopold II : reconnaissance de noblesse en faveur de Valérie Coget et de Marie-Alida Coget. Les lettres patentes ne furent pas levées[6] ;
- 2 janvier 1902 à Nice par le roi Léopold II : reconnaissance de noblesse en faveur de Gustave Joseph Jean Marie Hyacinthe Coget[6].

## Héraldique

Armes

Les armoiries de cette familles se blasonnent (à différentes époques) selon :
- État présent de la noblesse belge (2005) : « d'argent à deux bâtons pommetés de gueules passés en sautoir ; au chef d'azur à trois étoiles à six rais d'or, rangées. Heaume d'argent couronné. Lambrequins : d'argent, d'azur, d'or et de gueules. Cimier : une étoile de l'écu »[7] ;
- Diplôme de reconnaissance de noblesse (1902) : « in zilver, twee schuingekruiste, geknopte roode stokken, het hoofd van blauw, beladen met drie zespuntige gouden sterren, nevens elkander. Het schild gedekt met een goud gekroonden, getralieden, gehalsbanden en omboorden, zilveren helm, gevoerd en gehecht van rood, met dekkleeden van goud, zilver, blauw en rood. Helmteeken: eene ster van het schild »[6].
- Rietstap (1861) : « d'argent au sautoir alésé, recroisetté et pommeté de gueules ; au chef d'azur, chargé de trois étoiles d'or. Casque couronné. Cimier: une étoile d'or »[8] ;
- Lettres patentes (1743): « d’argent à deux batons pommelés de gueules, mis en sautoir, au chef d’azur chargé de trois Etoiles d’or, surmonté d’un heaume d’argent, grillé et liseré d’or, aux hachements d’or, d’argent, d’azur et de gueules, avec permission et grace Spéciale, de pouvoir sommer le dit heaume d’une couronne d’or, au lieu de Bourlet, et pour Cimier une Etoile de l’Ecu »

## Alliances
Kethulle de Ryhove (de la), Bus de Warnaffe (du), Faille d'Huysse (della), Potter de ten Broeck (de), Mols, Bauchau, Coppin de Grinchamps (de), Smet d'Olbecke (de), Nolet de Brauwere van Steeland, Hemptinne (de), Goethals, ….

## Pour approfondir